# Wachtel (Lebensmittel)

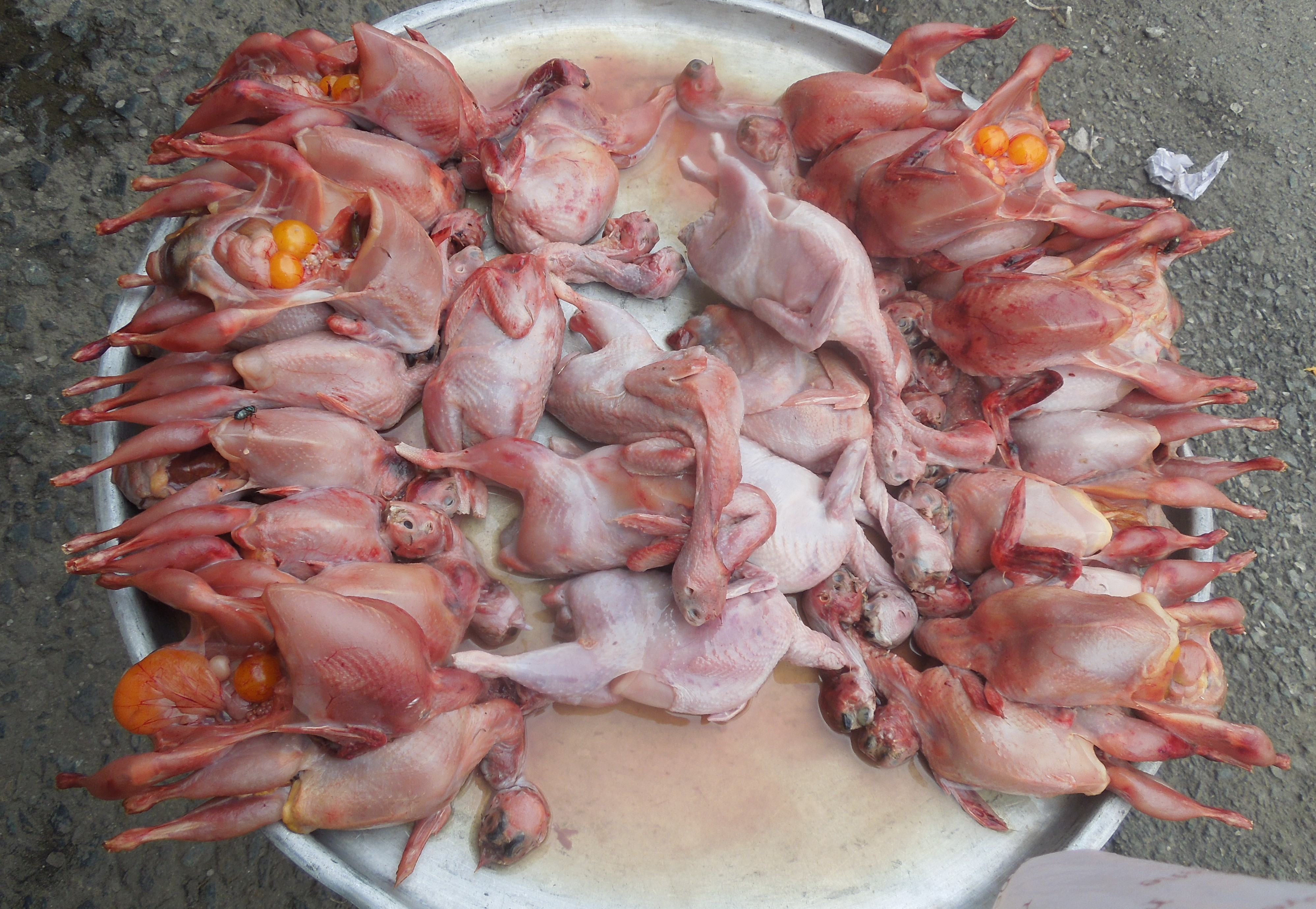
Wachtelfleisch

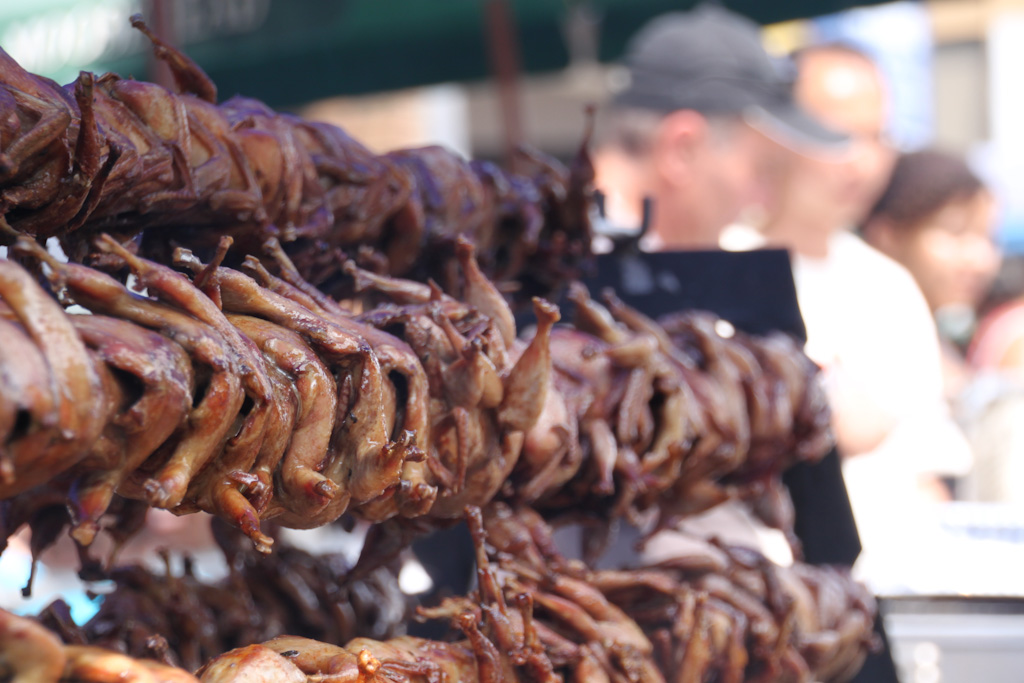
Wachteln am Spieß

Wachteln zählen zum Wildgeflügel und werden aufgrund ihres schnellen Wachstums und ihrer Krankheitsresistenz für die Fleischproduktion gezüchtet. Wachteln, die in freier Wildbahn vorkommen, werden von April bis Oktober gejagt. 
Das Brustfleisch der Wachteln ist hell, das Fleisch an ihren Beinen ist dunkel.
Ihre Fähigkeit, sehr schnell zu fliegen, verleiht Wachteln eine dunklere Fleischfarbe als dem Fasan, mit dem sie verwandt sind. Gezüchtete Wachteln, die nicht fliegen dürfen, haben tendenziell eine etwas hellere Brustfleischfarbe und einen milderen Geschmack. Die Wachtel Coturnix coturnix, die in Europa meist verbreitete Art, aber auch Virginiawachtel, Ypsilonwachtel, Zwergwachtel, Helmwachtel, Schuppenwachtel, Montezumawachtel und andere, werden alle zur Fleischgewinnung gezüchtet.

## Beschreibung

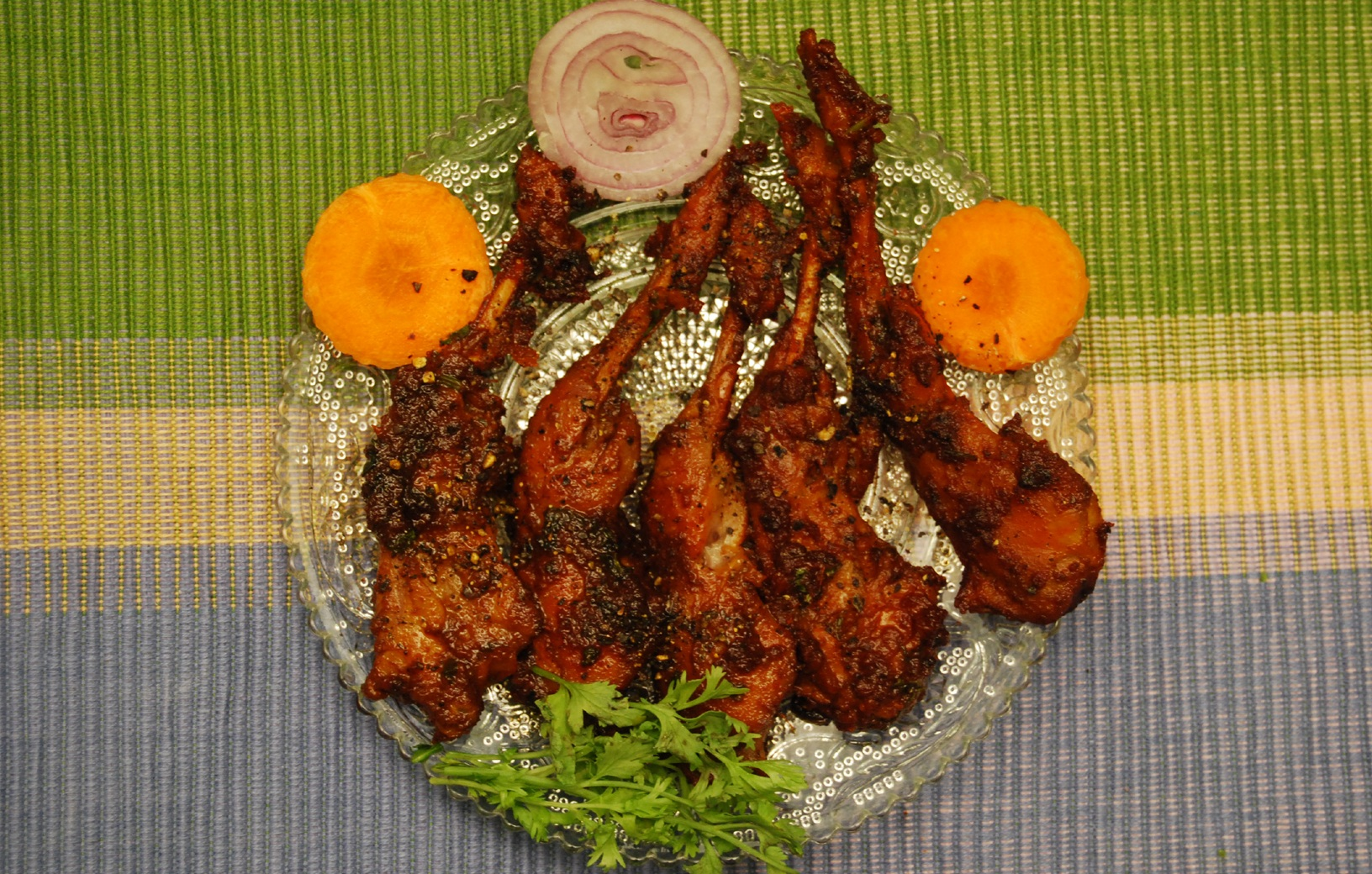
Halbe Wachteln ohne Flügel

Da Wachteln nur ca. 110–170 g wiegen, werden in der Regel zwei Stück als Portion gerechnet. Oft werden sie als Vorspeise serviert. Sie können im Ganzen, längs geteilt (Bein mit Brustanteil ohne Flügel) gebraten, geschmort, am Spieß gegrillt sowie sautiert werden oder entbeint und gefüllt werden. Wachteln aus der Zucht sind fetter (150–200g) und weniger intensiv im Geschmack als wildlebende Exemplare.
Wachteln setzen an der Brust mehr Fleisch an als an ihren Beinen. Ihr Fleisch hat einen angenehmen Geschmack nach Wild (Hautgout).